# Joachim Cadenbach
Joachim Albrecht Cadenbach (* 11. März 1925 in Berlin; † 12. April 1992 in Izmir) war ein deutscher Schauspieler, Autor, Regisseur, Moderator und Synchronsprecher.

## Leben
Nach Abschluss des Realgymnasiums besuchte Cadenbach von 1940 bis 1941 die Schauspielschule H. Bergmann in Berlin. Sein erstes Engagement erhielt er 1941 für eine Wehrmachtstournee. Nach Gastspielen in Berlin und Frankfurt/Oder ging Cadenbach zwischen 1945 und 1949 mit seinem eigenen Gastspieltheater Die Maske auf Tourneen. Danach spielte er an verschiedenen Berliner Bühnen (u. a. Hebbel-Theater).
1943 gab Cadenbach sein Spielfilmdebüt. Er spielte neben Carola Höhn in der Komödie Leichtes Blut, im Katastrophenfilm Titanic und unter der Regie von Wolfgang Staudte in Madeleine und der Legionär. Dennoch blieb er als Schauspieler in Film und Fernsehen ein seltener Gast. Häufiger trat er im Fernsehen als Moderator in Erscheinung. So präsentierte er z. B. in der ARD die „Regionalumschau“ Magazin der Woche sowie die vierzehntägliche Seniorensendung Schaukelstuhl. Darüber hinaus war er ab 1950 umfangreich als Rundfunksprecher für den RIAS, den SFB und den NWDR tätig.
Einem breiten Publikum ist Cadenbach ebenfalls durch seine Stimme in Erinnerung. Als Synchronsprecher lieh er diese u. a. international bekannten Schauspielkollegen wie Ernest Borgnine (Das schwarze Loch), Peter Graves (Kobra, übernehmen Sie),  Ian Holm (Chariots of Fire), Eli Wallach (Das Domino-Komplott), Jack Warden (Presidio, Der Himmel soll warten) und Jim Davis als Jock Ewing in der Fernsehserie Dallas. In der Rolle des Patriarchen Jock nahm er zudem die Schallplatte Mein Dallas auf. Daneben sprach er in der Disney-Adaption des Dschungelbuchs den weisen Panther Baghira (im Original Sebastian Cabot).

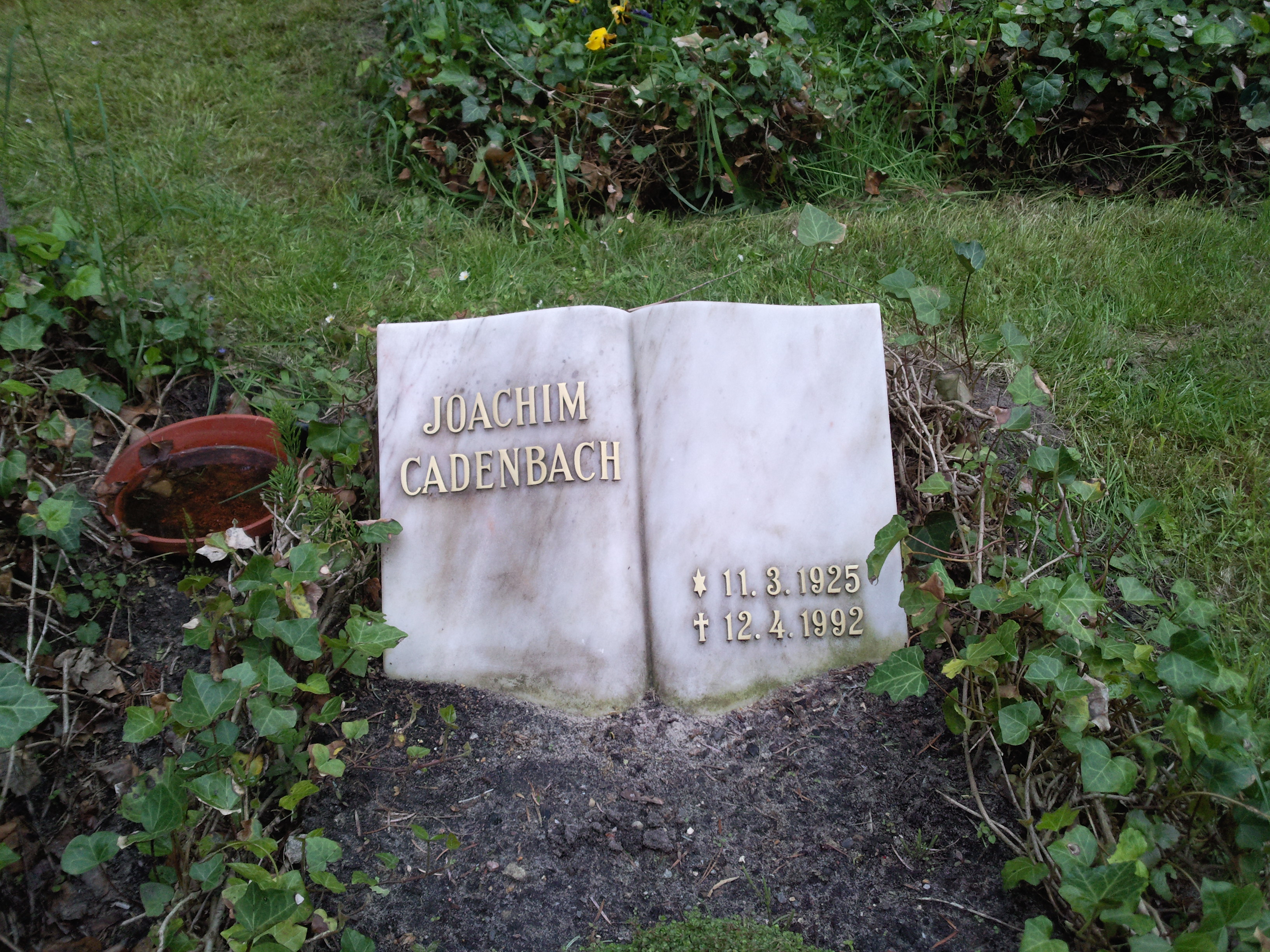
Grab von Joachim Cadenbach auf dem Friedhof Heerstraße in Berlin-Westend (2012)

Außerdem verfasste Cadenbach Kriminalromane sowie eine Hans-Albers-Biografie.
Joachim Cadenbach starb am 12. April 1992 im Alter von 67 Jahren im türkischen Izmir bei einem Verkehrsunfall. Sein Grab befindet sich auf dem landeseigenen Friedhof Heerstraße in Berlin-Westend (Grablage: 10-284). Der Grabstein hat die Form eines aufgeschlagenen Buches.

## Ehrungen
- 1980: Verdienstkreuz am Bande der Bundesrepublik Deutschland

## Filmografie (Auswahl)
- 1943: Leichtes Blut
- 1943: Titanic
- 1943: Der gute Ruf
- 1958: Madeleine und der Legionär
- 1962: Das Paradies von Pont L’Eveque
- 1964: Sie schreiben mit (Fernsehserie) – Das Sparschwein
- 1967: Das Dschungelbuch (Zeichentrickfilm, deutsche Stimme von Baghira)

## Synchronrollen (Auswahl)

### Filme
- 1932: Walter Huston in Gesetz und Ordnung als Frame Johnson
- 1953: Winston Hibler in Die Wüste lebt als Erzähler #2
- 1967: Sebastian Cabot in Das Dschungelbuch als Baghira
- 1977: Walter Gotell in Schwarzer Sonntag als Colonel Riat
- 1978: George Kennedy in Tod auf dem Nil (1978) als Andrew Pennington
- 1980: Raymond Burr in Explodierende Träume als Dr. Brean
- 1980: Charles Napier in Blues Brothers als Tucker McElroy
- 1990: Pat Hingle in Grifters als Bobo Justus
- 1990: Ralph Bellamy in Pretty Woman als James Morse

### Serien
- 1969: Peter Graves in Kobra, übernehmen Sie als Jim Phelps (1. Stimme (ARD))
- 1976: William Shatner in Die Enterprise als Prologsprecher
- 1979–1980: Michael Conrad in Delvecchio als Lt. Macavan
- 1980: Andrew Duggan in Vegas als Dr. Barrow
- 1978–1981: Jim Davis in Dallas als John Ross „Jock“ Ewing, Sr.

## Hörspiele
- 2002: Das Dschungelbuch: Das Original-Hörspiel zum Film, Walt Disney Records, EAN: 4001504196073

## Werke (Auswahl)
- Joachim Cadenbach: Hans Albers. Universitas, Berlin 1975, ISBN 3-8004-0818-X.
- Joachim Cadenbach: Insel ohne Schatten. Goldmann, München 1982, ISBN 3-442-05626-8.